# Kutagerat
Kutagerat is een bestuurslaag in het regentschap Karo van de provincie Noord-Sumatra, Indonesië. Kutagerat telt 636 inwoners (volkstelling 2010).